# Loi autorisant le divorce en France
La loi autorisant le divorce en France fut adoptée le 20 septembre 1792 par l'Assemblée nationale et modifiée par des décrets de 1793 et 1794. 
Le 30 août 1792, l'Assemblée législative « déclare que le mariage est dissoluble par le divorce » et réhabilite de la sorte le divorce, catégorie juridique du droit romain que le droit canonique avait réussi à occulter. La loi du 20 septembre 1792 institue la laïcisation de l'état civil et l'autorisation du divorce.
Le divorce fut conservé par les rédacteurs du Code civil, puis abrogé sous la Restauration par la loi du 8 mai 1816. Il ne fut rétabli que sous la Troisième République, avec la loi du 27 juillet 1884 (« loi Naquet ») sous la seule forme du divorce pour faute.
Le divorce en droit français, tel qu'on le connaît aujourd'hui, découle de la « loi Veil » de 1975 soutenue par Valery Giscard d'Estaing (président de la République) et Jacques Chirac (premier ministre).

## Justification du droit au divorce
La possibilité de divorcer est la conséquence directe de la sécularisation du mariage. Depuis le XVIe siècle, sous l'Ancien régime, de nombreuses tentatives avaient été faites pour soustraire le mariage à l'unique droit canon et introduire l'idée d'un possible divorce, sous l'influence des juristes gallicans, aboutissant à un partage de pouvoirs entre l’État, qui réglemente le contrat de mariage, et l’Église, qui est compétente pour son sacrement. Toutefois, sous la pression du Concile de Trente, le mariage est réputé indissoluble, et le divorce est interdit en 1563. La liberté de conscience défendue lors du siècle des Lumières, se voit consacrée par l'article 10 de la Déclaration des droits de l'homme et du citoyen de 1789. Cela implique, en droit privé, de reconnaître la forme civile du mariage « sans distinction de confession religieuse » et partant, de pouvoir divorcer si cette possibilité était conforme aux convictions religieuses personnelles. La constitution du 3 septembre 1791 institue le mariage civil, et les lois du 20 et du 25 septembre 1792 autorisant le divorce, d'ailleurs anticipées par de nombreux citoyens pour lesquels ce droit est une conséquence naturelle du caractère désormais civil du mariage, sont adoptées par une Assemblée à moitié vide, malgré les oppositions de quelques députés.

## Les trois sortes de divorces
En 1792, il existe trois causes principales de divorce.
- Le divorce peut être causé par la démence, la condamnation à des peines afflictives ou infamantes, les crimes, sévices ou injures graves, le dérèglement évident des mœurs, ou l'abandon du domicile par un des époux, suivi d'une absence d'au moins cinq années sans donner signe de vie, l'émigration.
- Le divorce s'effectue par consentement mutuel, à la suite de la constatation de désaccords insolubles.
- La troisième sorte relève de plus de l'incompatibilité d'humeur et de la rancœur d'au moins une des parties.

## Décret du8 nivôse anII(28 décembre 1793)
La Convention diminue le délai nécessaire entre le divorce et le remariage par le vote du décret du 8 nivôse an II (28 décembre 1793).

## Décrets des 4-9 floréal anII(23-28 avril 1794)
Les décrets des 4-9 floréal an II (23-28 avril 1794) déclarent légaux les divorces prononcés avant la loi du 20 septembre 1792. La loi du 8 nivôse an II (28 décembre 1793) est légèrement remodelée : elle accepte comme cause de divorce une séparation de fait de six mois entre les époux.

## Réactions devant la multiplication des divorces, l'affaiblissement de la famille et l'autorité maritale
Selon un rapport de Portalis au Conseil d'État en 1801, le nombre de divorces à Paris lors du premier trimestre 1793 égale celui des mariages, pour le dépasser en 1797. Plus grave, selon deux estimations de l'époque, « sur 5 994 divorces prononcés à Paris dans les quinze mois suivant la loi de 1792, les deux tiers avaient été provoqués par des femmes ». Pour de nombreux observateurs, cette mesure affaiblit la famille puisqu'elle menace directement l'autorité maritale et le pouvoir du père :  « Avec le divorce, meurt le pouvoir du mari », la « royauté domestique » est remise en cause. Certains réagirent à la suite d'une campagne de journaux tels que Le Censeur et L'Accusateur public. Des modifications furent apportées à la loi sur le divorce dont l'allongement à six mois (au lieu de huit jours) du temps nécessaire entre le dernier acte de non-conciliation et la lecture du jugement de divorce.[réf. nécessaire]

## Code civil
Les rédacteurs du Code civil ainsi que le Conseil d’État chargé de son examen correctif étaient divisés au sujet du divorce. Portalis, ainsi, le justifiait au nom de la liberté des cultes, tandis que Maleville et Tronchet ne le soutenaient guère. Berlier joua un rôle important dans la discussion, comme rapporteur de cette partie du code civil, mais surtout comme partisan du divorce pour incompatibilité d’humeur ou par consentement mutuel, rejeté par Portalis.  Napoléon joua un rôle important dans son maintien, en avançant son importance afin de limiter les conflits familiaux. 
Ainsi, le Code civil maintint la possibilité de divorcer tout en la limitant fortement par rapport à la Révolution, notamment en ce qui concerne l'adultère du mari : la femme ne pouvait le demander que si le mari avait « tenu sa concubine dans la maison commune » (art. 229). En revanche, la femme adultère était soumise à une sanction pénale, pouvant être condamnée à la maison de correction pour une durée de 3 mois à 2 ans (art. 298). Les divorcés n'avaient pas le droit de se remarier entre eux (art. 295), ni l'adultère avec son complice.
Le divorce pour « incompatibilité d'humeur » était très restreint : il fallait que la vie commune soit devenue « insupportable » et qu'une « cause péremptoire de divorce » justifie celui-ci. Il se faisait en outre sous la surveillance du juge et était limité par l'âge des conjoints (le mari devait avoir plus de 25 ans, la femme entre 21 ans et 45 ans, le mariage devait avoir eu lieu au moins 2 ans auparavant et ce type de divorce n'était plus possible après 20 ans de mariage). 
D'autres limitations importantes étaient apportées (impossibilité de se remarier pendant 3 ans, cession de la moitié des biens aux enfants, etc.).

## Abrogation et ré-instauration
Les ultra-royalistes étaient formellement opposés au divorce (Bonald, Du divorce), et celui-ci fut abrogé sous Louis XVIII par la loi du 8 mai 1816. Il fallut attendre la loi du 27 juillet 1884, partiellement issue d'une proposition d'Alfred Naquet, pour que le divorce soit rétabli. Si l'inégalité entre l'homme et la femme était abrogée en matière d'adultère, le divorce par consentement mutuel ne fut cependant pas rétabli.
Une loi du régime de Vichy du 2 avril 1941 restreint les possibilités du divorce (il ne peut avoir lieu dans les trois ans suivant le mariage). Elle est abrogée à la Libération par l'ordonnance du 12 avril 1945.

## Sources bibliographiques
- Jean Tulard, Jean-François Fayard et Alfred Fierro, Histoire et dictionnaire de la Révolution française. 1789–1799, Paris, éd. Robert Laffont, coll. « Bouquins », 1987, 1998 [détail des éditions] (ISBN 978-2-221-08850-0)